# 薛家营水库
薛家营水库是中国山西省朔州市应县境内的一座水库，位于桑干河上，建于1973年。水库正常库容为1000万立方米。